# Ernst Wilhelm Heine
Ernst Wilhelm Heine, meist abgekürzt zu E. W. Heine, (* 14. Januar 1940 in Berlin; † 9. Juni 2023) war ein deutscher Architekt und Schriftsteller. Über ein Jahrzehnt arbeitete er als Architekt in Südafrika und Saudi-Arabien. Er lebte als freier Autor in Bayern. 

## Leben
Heine studierte bis 1964 Architektur und Stadtplanung an der Technischen Universität Braunschweig. Nach dem Abschluss mit dem akademischen Grad Diplom-Ingenieur wurde er an der Hochschule wissenschaftlicher Assistent von Justus Herrenberger. 1968 zog er nach Johannesburg in Südafrika, wo er als Architekt tätig war; sein eigenes Büro eröffnete er dort 1973.
Heines literarische Tätigkeit begann 1974 mit der Herausgabe des Monatsmagazins Sauerkraut. Zugleich gründete er dort gemeinsam mit seinem Bruder Helme ein gleichnamiges politisch-literarisches Kabarett. 1978 kehrte er nach Deutschland zurück. Für den Rundfunk schrieb er mehrere Hörspiele und hielt Vorträge. In seinem „Hauptberuf“ war Heine im selben Jahr Projektleiter beim Bau einer Trabantenstadt bei Al-Chubar in Saudi-Arabien. Von 1982 an war er Leiter der Architekturabteilung eines Stuttgarter Ingenieur-Beratungsbüros; von 1984 bis 1986 betätigte er sich als technischer Berater der Regierung von Saudi-Arabien. Ab 1986 war er ausschließlich als Schriftsteller tätig.
Ernst Wilhelm Heine starb am 9. Juni 2023 im Alter von 83 Jahren. Er war der Bruder des Illustrators Helme Heine und der Vater der Schauspielerin Henriette Heine.

## Rezeption
Heine verfasste schon während seines Hauptberufs als Architekt einige Geschichten und Bücher. Erfolgreich und bekannt wurde er mit der vielfach neu aufgelegten populärwissenschaftlichen Architekturhistorie New York liegt im Neandertal (1984) und als Belletrist mit seiner ersten Sammlung skurril-makabrer Kurzgeschichten Kille-Kille (1983). Diese Kurzgeschichten haben in Deutschland unter Fans einen Kultstatus erreicht. Als ernstzunehmender Unterhaltungsautor wurde er seit der Veröffentlichung der Geschichtsfiktion Das Halsband der Taube (1994) wahrgenommen – seines ersten Romans, der zum Verkaufsschlager wurde.

## Werke (Auswahl)
Geschichten
- Nur wer träumt ist frei. Eine Geschichte. Neuauflage Diogenes Verlag, Zürich 1985, ISBN 3-257-21278-X.
- Öl ist ein ganz besonderer Saft. In: DEA-Jahrbuch 1999.

Kille-Kille-Geschichten
- Kille Kille. Makabre Geschichten Diogenes Verlag, Zürich 1983, ISBN 978-3-257-21053-8
- Hackepeter. Neue Kille-Kille-Geschichten. Diogenes Verlag, Zürich 1984, ISBN 3-257-21219-4.
- Kuck Kuck. Noch mehr Kille-Kille-Geschichten. Diogenes Verlag, Zürich 1985, ISBN 3-257-01710-3.
- Das Glasauge. Neue Kille-Kille-Geschichten. Goldmann, München 2001, ISBN 3-442-72805-3[3].
- An Bord der Titanic. Kille-Kille-Geschichten. Goldmann, München 2003, ISBN 3-442-73127-5.
- Kinkerlitzchen. Neue Kille-Kille-Geschichten. Goldmann, München 2001, ISBN 3-442-73087-2.
- Kille Kille. Makabre Geschichten. Goldmann, München 2002, ISBN 3-442-72902-5[4]
- Ruhe Sanft. Neue Kille-Kille-Geschichten. Goldmann, München 2004, ISBN 3-442-73268-9.

Romane
- Toppler. Ein Mord im Mittelalter. Neuaufl. Goldmann, München 2002, ISBN 3-442-72855-X.
- Das Halsband der Taube. Roman. Verlag btb, München 2006, ISBN 3-442-73540-8.
- Brüsseler Spitzen. Roman. Goldmann, München 1999, ISBN 3-442-72491-0.
- Der Flug des Feuervogels. Neuaufl. Verlag btb, München 2006, ISBN 3-442-73599-8.
- Die Raben von Carcassonne. Roman. Neuaufl. Verlag btb, München 2005, ISBN 3-442-73327-8.
- Papavera. Der Ring des Kreuzritters. cbj Verlag, München 2006, ISBN 3-570-12912-8.

Sachbücher
- Wer ermordete Mozart? Wer enthauptete Haydn? Mordgeschichten für Musikfreunde. Diogenes Verlag, Zürich 1984 (Diogenes Taschenbuch detebe 21437, 1986); 2. Aufl. 2005, ISBN 3-257-21437-5.
- Wie starb Wagner? Was geschah mit Glenn Miller? Neue Geschichten für Musikfreunde. Diogenes Verlag, Zürich 1985 (Diogenes Taschenbuch detebe 21514, 1987), ISBN 3-257-21514-2.
- New York liegt im Neandertal. Die abenteuerliche Geschichte des Menschen von der Höhle bis zum Hochhaus. Diogenes Verlag, Zürich 1986, ISBN 3-257-21453-7.
- Der neue Nomade. Ketzerische Prognosen. Diogenes Verlag, Zürich 1986, ISBN 3-257-22472-9.
- Luthers Floh. Geschichten aus der Weltgeschichte. 2. Aufl. Diogenes Verlag, Zürich 1990, ISBN 3-257-21841-9.
- Noah & Co. Edition Knaus, Berlin 1995, ISBN 3-8135-4002-2.
- Kaiser Wilhelms Wal. Geschichten aus der Weltgeschichte. C. Bertelsmann Verlag, München 2013, ISBN 978-3-570-10148-3.